# Захаров, Николай Николаевич (Герой Советского Союза)
Николай Николаевич Захаров (1919-1982) — лейтенант Советской Армии, участник Великой Отечественной войны, Герой Советского Союза (1945).

## Биография
Николай Захаров родился 2 мая 1919 года в Барнауле. Получил среднее образование. В августе 1941 года Захаров был призван на службу в Рабоче-крестьянскую Красную Армию. С сентября того же года — на фронтах Великой Отечественной войны. 
В 1942 году он окончил курсы младших лейтенантов. К декабрю 1944 года гвардии младший лейтенант Николай Захаров был начальником разведки артиллерийского дивизиона 90-го гвардейского артиллерийского полка 40-й гвардейской стрелковой дивизии 4-й гвардейской армии 3-го Украинского фронта. Отличился во время освобождения Венгрии.
В ночь с 30 ноября на 1 декабря 1944 года Захаров вместе с передовым отрядом переправился через Дунай в районе города Харта и принял активное участие в захвате плацдарма. Обойдя противника, обстреливавшего основные силы на плацдарме, с тыла, Захаров с тремя бойцами захватил его артиллерийскую батарею со всем личным составом и боеприпасами. В том бою Захаров получил ранение, но продолжал сражаться.
Указом Президиума Верховного Совета СССР от 24 марта 1945 года гвардии младший лейтенант Николай Захаров был удостоен высокого звания Героя Советского Союза с вручением ордена Ленина и медали «Золотая Звезда».
После окончания войны Захаров продолжил службу в Советской Армии. В 1946 году он окончил курсы усовершенствования офицерского состава. В 1948 году в звании лейтенанта Захаров был уволен в запас. Проживал в Ленинграде, работал инженером Невского завода имени Ленина. 
В 1958 году Захаров заочно окончил Ленинградский политехнический институт. 
Скончался 20 сентября 1982 года.
Был также награждён рядом медалей.